# Michael Schachermayr
Michael Schachermayr (2 dicembre 1994) è un giocatore di football americano austriaco, di ruolo wide receiver.